# Maestro Hugo

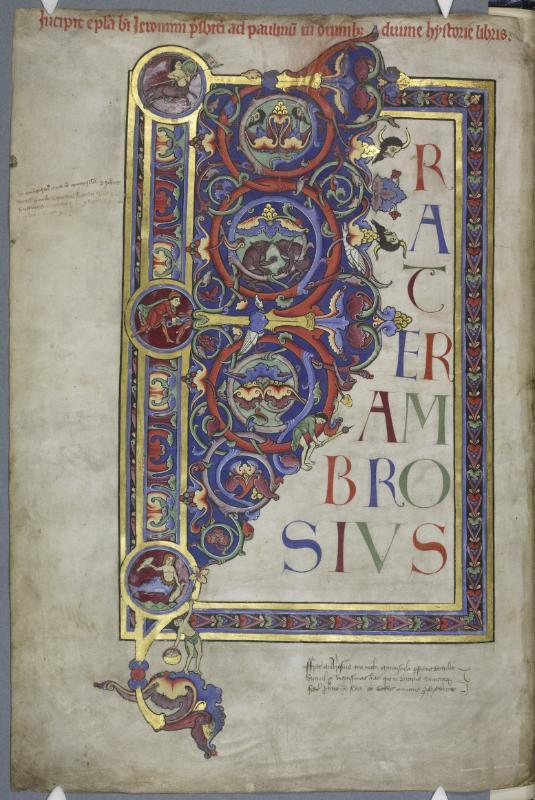
Prima pagina della Bibbia di Bury St Edmunds (1135 circa), del maestro Hugo

Maestro Hugo (fl. XII secolo) è stato un miniatore, pittore e scultore inglese, primo artista professionista registrato in Inghilterra, responsabile di diversi capolavori di arte romanica locale.

## Biografia
La sua carriera documentata presso l'abbazia di Bury St Edmunds va da prima del 1136 a dopo il 1148. È famoso soprattutto per aver miniato il primo volume della Bibbia di Bury, che "ha portato a un riconoscimento generale del Maestro Hugo come l'innovatore di talento della linea principale dell'arte romanica inglese". Il volume fu realizzato per l'abbazia intorno al 1135 e ora si trova nella Parker Library del Corpus Christi College di Cambridge. Non è noto se abbia miniato anche il secondo volume, di cui sopravvive solo un piccolo frammento ora in una collezione privata negli USA. Le sue competenze artistiche dovevano travalicare l'arte amanuense, essendo registrato anche come responsabile delle porte di bronzo per l'ingresso occidentale della chiesa abbaziale, una grande campana e un crocifisso scolpito con figure di Maria e San Giovanni, per il coro dei monaci, probabilmente su un pontile. Gli è stato attribuita anche la Cloisters Cross, crocifisso in avorio oggi al The Cloisters a New York.
Non si sa dove sia nato, né dove si sia formato il Maestro Hugo. Secondo il Fitzwilliam Museum, "i magnifici schemi di colore dei suoi dipinti, i nuovi drappeggi bizantini e gli occhi profondi di Mosè, Aaronne e gli ebrei suggeriscono che avesse viaggiato almeno nell'Italia meridionale e probabilmente anche a Cipro, Bisanzio, e anche nella Terra Santa".